# Joan Sodré

## Joan Sodré
Joan Sodré é o nome artístico de José Antônio Sodré (nascido em Brotas de Macaúbas, Bahia, 31 de outubro de 1955). É um cantor, compositor, instrumentista e poeta brasileiro. Seu nome artístico é formado pelas duas primeiras letras de seu primeiro e segundo nome: "Jo" e "An".

#### Biografia
Nascido no sudoeste da Bahia, passou por diversas cidades na infância, como Barra do Mendes, Xique-Xique e Barra (Bahia) também conhecida como Barra do Rio Grande. Em 1980, fixou residência em Jacobina, cidade onde consolidaria grande parte de sua trajetória artística. Sua carreira teve início nos anos 1970, tocando clarinete em uma filarmônica em Xique-Xique, sob a regência do maestro Manoel Rodrigues. Posteriormente, integrou bandas de baile como a Banda Preces e The Jetsons, tocando saxofone. Paralelamente, começou a compor e tocar violão, com canções autorais como “Apocalipse” e “Grito de Liberdade”.

#### Discografia
Em 1982, lançou seu primeiro disco independente, dando início a uma produção musical marcada por temáticas sociais, políticas, existenciais e ambientais, sempre com uma estética poética e metafórica.
Sua discografia é formada por quatro discos de vinil (incluindo um compacto e um LP duplo), dois LPs e três CDs. Dentre os títulos estão: Apocalipse, Grito de Liberdade, Vampiros de Nossa Terra, Eclipse Humana, Viagem ao Ano 3000, Estações da Vida e Interrogação. Dentre suas canções mais conhecidas estão: “Apocalipse”, “Conselho Animal”, “Estações da Vida”, “Lágrimas da Noite”, “Defunto Milionário”, “Ninho de Cobras”, “Eclipse Humana”, “Livro Inútil”, entre outras.
Participou de festivais como: Festival Pé de Serra (década de 1980 – Jacobina-BA), onde foi premiado; Canta Nordeste (década de 1990 – Salvador), onde venceu com a canção “Dr. Adú”; e o Festival do Servidor Público (Salvador), no qual ficou em terceiro lugar com “Defunto milionário”. Além de participar ativamente em eventos regionais.

#### Visão crítica
Suas composições buscam abordar mensagens sociais e críticas políticas, como pode ser vista na canção Ninho de Cobra " “Não pagarei pelas suas ganâncias/ Nem nossas crianças nem meus ancestrais/ Nasci na guerra da sobrevivência/ E a consciência de poder amar” e amor à natureza demostrada em Grito de liberdade "A minha estrela brilhou tanto que te incendiou/ Me preparei era o retorno do verão/ Com a escuridão do dia/ Sempre o clarear da noite/ Em claro a noite me agonia/ Porque sei que há sempre estrela a brilhar, a brilha. Para o artista, a música deve "cobrar e esclarecer ao ", ele acredita que “o artista é do mundo e a arte permanece mesmo após a pessoa".

#### Trajetória
A trajetória de Joan Sodré demonstra o compromisso com a arte engajada, sensível às questões sociais e políticas do país. Sua atuação musical e militante o posiciona como uma voz relevante tanto no cenário cultural quanto na defesa da educação pública. Ao unir poesia, crítica e espiritualidade em suas composições, Sodré reafirma o papel transformador da música na vida das pessoas e na sociedade.